# أحمد صلاح حسني
أحمد صلاح حسني (11 يوليو 1979) ممثل ولاعب كرة قدم وموسيقار مصري يعتبر أول لاعب مصري يحصل على بطولة أوروبية و كانت مع نادي شتوتغارت الألماني عام 2000، بطولة كأس “الإنتر توتو”، 

## مشواره المهني
بدأ مسيرته الرياضية مع نادي هيليوبلس ثم لعب للنادي الأهلي موسم 1997 - 1998، رحل عقب تألقه مع الأهلي إلى نادي شتوتجارت الألماني حتى عام 2001.
اختير خلال احترافه في ألمانيا ضمن أفضل 100 موهبة كروية شابة في العام، في تقرير لمجلة “ورلد سوكر” حصل على بطولة أوروبية مع شتوتجارت وهي بطولة كأس “الإنتر توتو”.
لعب بعد ذلك لنادي جنت البلجيكي، وعاد للنادي الأهلي موسم 2003- 2004 حيث كان ضياع بطولة الدوري من الأحمر أمام إنبي علامة فارقة في تاريخه مع الفريق حيث انتقل بعدها إلى ريزيسبور التركي.
انتقل من تركيا إلى المقاولين العرب ثم الإسماعيلي عام 2007-2008، وأنهى مسيرته الكروية في نادي هانغزو غرينتاون الصيني عام 2008.

### اعتزاله كرة القدم
“اتخذ قرارًا صعبًا بالاعتزال في العمر الذهبي لأي لاعب كرة قدم وهو 26 عامًا، وقرر أن يتجه إلى منطقة مختلفة تمامًا وهي التمثيل لأنه يحبه منذ الصغر”.

### عمله في التلحين
مسيرته الفنية بدأت بالتلحين، حيث لحن أغنية شهيرة للفنان محمد حماقي وهي “حاجة مش طبيعية” والتي اختارها محمد حماقي الأغنية الرئيسية في الألبوم لحن عقب ذلك لعدد كبير من الفنانين منهم:عمرو دياب، ونيكول سابا، وسيرين عبد النور، وشيرين، وحسام حبيب.

### دخوله مجال التمثيل
بدأ بدور صغير في مسلسل شربات لوز مع يسرا عام 2012، وطرف ثالث، وتحت الأرض، الصعلوك، وحواري بوخارست، ثم أمام الزعيم عادل إمام رمضان 2017 في مسلسل عفاريت عدلي علام ومسلسل بيت السلايف.

### حياته الأسرية
في أغسطس 2017 عقد قرانه على راقصة الزومبا إسراء جلال  في أغسطس 2018 بابنته الأولى «جيدا»

## أعماله

### في التلفزيون
| سنة الإنتاج | اسم المسلسل                   | الشخصية             |
| ----------- | ----------------------------- | ------------------- |
| 2021        | كوفيد 25                      | رامي                |
| 2021        | نسل الأغراب                   |                     |
| 2020        | الفتوة                        | عزمي                |
| 2020        | الإختيار                      | مقدم رامي حسانين    |
| 2020        | ختم النمر                     | عمر النمر           |
| 2019        | حكايتي                        | علي البارون         |
| 2019        | لآخر نفس                      | سليم                |
| 2018        | كلبش 2                        | أدهم                |
| 2018        | بيت السلايف                   | حازم هنداوي         |
| 2018        | أبواب الشك                    |                     |
| 2018        | عوالم خفية                    | حازم منير - ضيف شرف |
| 2017        | نصيبي وقسمتك 2 -بحبك باسمترار | محمد                |
| 2017        | طعم الحياة                    |                     |
| 2017        | عفاريت عدلي علام              | سلال                |
| 2017        | حكايات بنات (ج3)              | فؤاد                |
| 2017        | الشبكة                        | فتحي                |
| 2016        | كلمة سر                       | شريف                |
| 2015        | حب لا يموت                    | خالد - يوسف         |
| 2015        | الصلعوك                       |                     |
| 2015        | حواري بوخارست                 | حمادة الطيب         |
| 2015        | ألوان الطيف                   | سلامة               |
| 2014        | أنا عشقت                      |                     |
| 2014        | السيدة الأولى                 | سامح                |
| 2013        | تحت الأرض                     | أشرف الحلبي/المحامي |
| 2012        | شربات لوز                     |                     |

### في السينما
| سنة الإنتاج | الفيلم             | الشخصية       |
| ----------- | ------------------ | ------------- |
| 2019        | الممر              | (رمزي)        |
| 2019        | خط الموت           | (فتحي)        |
| 2017        | الخلية             | (مساعد مروان) |
| 2017        | مش رايحين في داهية |               |

## الأهداف الدولية
Scores and results list Egypt's goal tally first:
| #  | Date            | Venue                                  | Opponent     | Score | Result | Competition                                |
| -- | --------------- | -------------------------------------- | ------------ | ----- | ------ | ------------------------------------------ |
| 1. | 6 January 2000  | ستاد أسوان، أسوان                      | الغابون      | 1–0   | 4–0    | Friendly                                   |
| 2. | 2 February 2000 | ملعب ساني أباتشا، كانو، نيجيريا        | بوركينا فاسو | 1–2   | 4–2    | كأس الأمم الأفريقية لكرة القدم 2000        |
| 3. | 17 June 2000    | ستاد القاهرة الدولي، القاهرة           | غانا         | 2–0   | 2–0    | Friendly                                   |
| 4. | 19 March 2001   | Cairo International Stadium, Cairo     | إستونيا      | 3–3   | 3-3    | Friendly                                   |
| 5. | 3 June 2001     | ستاد الإسكندرية، الإسكندرية            | السودان      | 3–0   | 3-2    | تصفيات كأس الأمم الأفريقية لكرة القدم 2002 |
| 6. | 10 June 2001    | مركز موي الدولي الرياضي، نيروبي        | كينيا        | 1–1   | 1-1    | Friendly 1                                 |
| 7. | 17 June 2001    | ملعب فيليكس هوفويت-بواني، أبيدجان      | ساحل العاج   | 1-0   | 2-2    | تصفيات كأس الأمم الأفريقية لكرة القدم 2002 |
| 8. | 4 January 2002  | استاد الإسماعيلية، الإسماعيلية (مدينة) | غانا         | 2–0   | 2-0    | Friendly                                   |
| 9. | 11 January 2002 | Cairo International Stadium, Cairo     | بوركينا فاسو | 2–0   | 2-2    | Friendly                                   |

1 Egypt goalscorer in منتخب كينيا لكرة القدم is also accredited to أحمد حسام. 

## روابط خارجية
- أحمد صلاح حسني على موقع الاتحاد الأوربي (الإنجليزية)
- أحمد صلاح حسني على موقع اتحاد تركيا (لاعب) (الإنجليزية)
- أحمد صلاح حسني على موقع قاعدة بيانات كرة القدم.إي يو (الإنجليزية)
- أحمد صلاح حسني على موقع بيانات كرة القدم. دي إي (الألمانية)
- أحمد صلاح حسني على موقع ناشيونال فوتبول تيمز (الإنجليزية)
- أحمد صلاح حسني على موقع عالم كرة القدم.نت (الإنجليزية)